# Jaera
Jaera é um gênero de isópodos da família Janiridae. Existem mais de 20 espécies descritas em Jaera.

## Espécies
Estas 22 espécies pertencem ao gênero Jaera: 
- Jaera albifrons (Leach, 1814)
- Jaera bocqueti (Veuille & Kocatas, 1979)
- Jaera caspica (Kesselyak, 1938)
- Jaera danubica (Brtek, 2003)
- Jaera forsmani (Bocquet, 1950)
- Jaera hopeana (Costa, 1853)
- Jaera ischiosetosa (Forsman, 1949)
- Jaera istri (Veuille, 1979)
- Jaera italica (Kesselyak, 1938)
- Jaera maculosa (Leach, 1814)
- Jaera marina
- Jaera nordica (Lemercier, 1958)
- Jaera nordmanni (Rathke, 1837)
- Jaera petiti (Schulz, 1953)
- Jaera posthirsuta (Forsman, 1949)
- Jaera praehirsuta (Forsman, 1949)
- Jaera sarsi (Valkanov, 1936)
- Jaera schellenbergi (Kesselyak, 1938)
- Jaera sorrentina (Verhoeff, 1943)
- Jaera syei (Bocquet, 1950)
- Jaera tyleri (Brandt & Malyutina, 2014)
- Jaera wakishiana (Bate, 1865)